# Cristóbal Olavarría
Olavarría  Abarca est un nom espagnol. Le premier nom de famille, en général paternel, est Olavarría ; le second, en général maternel, souvent omis, est Abarca.
Cristóbal Arnold Olavarría Abarca, né le 9 octobre 1991 à Curicó, est un coureur cycliste chilien.

## Palmarès

### Palmarès sur route
- 2010
  - Circuit des Monts du Livradois
  - Grand Prix du Cru Fleurie
  - 2e du Grand Prix d'Issoire
- 2011
  - Prix de Bourg-en-Bresse
  - Prix de Varennes Saint-Sauveur
  - Grand Prix de Saint-Symphorien-sur-Coise
  - 3e du Souvenir Pascal-Bédu
  -  Médaillé de bronze du championnat panaméricain sur route espoirs
- 2012
  -  Champion panaméricain sur route espoirs
  - Prix de Nevers
  - 2e étape du Tour du Beaujolais
  - 2e du Prix de Bourg-en-Bresse
- 2013
  - 3e du Grand Prix d'Issoire
- 2014
  - Grand Prix de Montamisé
  - Bourg-Louhans-Bourg
  - Prix de Saint-Amour
  - 2e du Prix de Chavannes-sur-Reyssouze
- 2015
  - 2e du Grand Prix de Villette-d'Anthon
  - 3e du Prix de Foissiat
- 2016
  - Semi-nocturne de Mâcon
  - Prix de Saint-Trivier-de-Courtes
  - Prix de Saint-Amour
  - Classique Champagne-Ardenne
  - 2e de la Nocturne de Montrevel-en-Bresse
  - 2e du Prix de Digoin Val de Loire
- 2017
  - 1re étape des Boucles Nationales du Printemps
  - Semi-nocturne de Mâcon
  - 2e du Tour du Pays Saint-Pourcinois
  - 2e de Bourg-Arbent-Bourg
  - 3e du Prix de Saint-Trivier-de-Courtes
  - 3e de la Nocturne de Montrevel-en-Bresse

### Classements mondiaux
| Année            | 2012 | 2013 | 2014 | 2015 | 2016 | 2017   |
| ---------------- | ---- | ---- | ---- | ---- | ---- | ------ |
| UCI America Tour | 71e  |      |      |      | 207e |        |
| UCI Europe Tour  |      |      |      |      |      | 1 688e |

### Palmarès sur piste

#### Championnats du monde juniors
- Le Cap 2008
  -  Médaillé d'argent de la course aux points